# أسامة عباس
أسامة عباس (ولد 22 سبتمبر 1939) ممثل مصري. حاصل على شهادة الليسانس في الحقوق من جامعة القاهرة دفعة العام 1961، كانت بدايته بالتمثيل في عام 1964 استطاع أن يمزج بين الأدوار الكوميدية والتراجيدية، وأن يتسع لنفسه مساحة واسعة بين الشخصيات على الشاشة. 

## من أعماله
- خيوط العنكبوت:1985
- خيانة في دور (سالم سلمان)
- أوقات خادعة في دور (سامي أحمد)
- الكرنك
- الأنصار
- الطاووس
- خالتي فرنسا
- بوابة الحلواني
- رأفت الهجان
- رحلة السيد أبو العلا البشري (مسلسل)
- الناس في كفر عسكر
- مسلسل سابع جار
- يا عزيزي كلنا لصوص
- هاللو أمريكا
- ليلة القبض على بكيزة وزغلول
- محمود المصري
- سنة أولى نصب
- يتربى في عزو
- حدائق الشيطان
- الواد محروس بتاع الوزير
- الدالي
- في ايد أمينة
- عبودة ماركة مسجلة
- ملك روحي
- سيقان في الوحل
- في الصيف لازم نحب
- للثروة حسابات أخرى
- رحيل مع الشمس
- أوبرا عايدة
- من يجنن من
- احترس من الخط
- عوالم خفية
- ياعزيزي_كلنا_لصوص في دور (عزيز)

## من التمثيليات التلفزيونية
- الطفلة و العجوز - بدور مصطفى.
- أبو قلب دهب - بدور بهاء.